# Потуторов
Потуторов (укр. Потуторів) — село в Шумской городской общине Кременецкого района Тернопольской области Украины.
До 2020 года входило в Шумский район.
Население - ↘445 человек. Население по переписи 2001 года составляло 513 человек. Почтовый индекс — 47142. Телефонный код — 3558.